# Henderson's Relish
L'Henderson's Relish è un condimento piccante e fruttato, simile alla salsa Worcestershire, ma è considerata un'alternativa vegana a quest'ultima visto che non contiene prodotti di origine animale. È prodotta a Sheffield nella regione inglese del South Yorkshire. 

## Storia

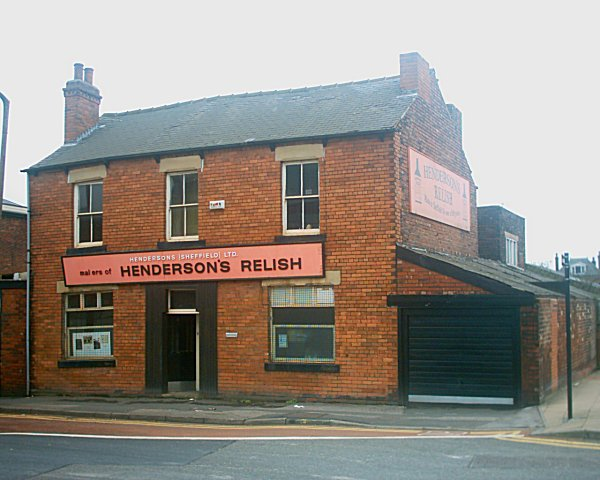
Stabilimento della Henderson's Relish a Sheffield

La salsa viene prodotta sin dal 1885, lo slogan è "Prodotta a Sheffield da oltre 100 anni". È essenzialmente fatta di acqua, zucchero, aceto e una selezione di spezie e coloranti. Può essere trovata nei locali punti ristoro di fish and chips e quasi in tutti i supermarket e negozi di generi alimentari della città, ma ancora è quasi impossibile trovarla in qualsiasi altro posto. Attualmente si può comperare via internet.
La fabbrica è ancora localizzata in Leavygreave Road, nei pressi della fermata del Supertram denominata Università.